# Jacques Develay
Pour les articles homonymes, voir Develay.
Jacques Develay est un acteur français.

## Biographie
Né en 1952, Jacques Develay est le fils d'un secrétaire général du Collège de France. Lui-même a d'abord été fonctionnaire dans l'administration hospitalière.  
Ce n'est qu'à près de trente ans qu'il commence une carrière de comédien et d'acteur.
À 72 ans, son interprétation de "l'abbé Grisolle" dans Miséricorde d'Alain Guiraudie le révèle pleinement au grand public et lui vaut une nomination aux Césars 2025 comme "meilleur acteur dans un second rôle". 

## Filmographie

### Cinéma
- 2024 : Miséricorde d'Alain Guiraudie : Abbé Grisolle
- 2012 : Bienvenue parmi nous de Jean Becker : Le réceptionniste
- 2005 : Le Caissier de Frédéric Pelle (court métrage)
- 2003 : Monsieur Bourrel  de Pascal Lahmani : Le responsable des pompes funèbres (court métrage)
- 2002 : De la tête aux pieds de Pascal Lahmani : L'organisateur (court métrage)

### Télévision
- 2023 : Filles du feu de Magaly Richard-Serrano : évêque de Bayonne
- 2022 : Le crime lui va si bien, épisode 6 : Sosie or not Sosie : faux Superman
- 2014 : Ainsi soient-ils (saison 2) : Père Legouvier
- 2012 : Ainsi soient-ils (série télévisée, saison 1) : Père Legouvier
- 2011 : Bouquet final de Josée Dayan : l'infirmier de Gabriel
- 2010 : Quand vient la peur... d’Élisabeth Rappeneau : le gardien du cimetière
- 2010 : Vidocq (série télévisée, 2010), épisode Le masque et la plume : mari de Mathilde
- 2010 : Les Mensonges de Fabrice Cazeneuve : voisin qui fume
- 2009 : Section de recherches, épisode Ciel de plomb : gérant camping
- 2009 : Écrire pour un chanteur, épisode Le rescapé de l'hippocampe : le technicien du 4e
- 2008 : Père et maire, épisode Miracle à Ville-Grand ! : quidam 1
- 2007 : Père et maire, épisode Nicolas : journaliste Darras (comme Jacques Delevay)
- 2007 : L'Hôpital, épisode État de choc : le patient râleur
- 2007 : La Légende des trois clefs (mini-série) : le moine de l'abbaye de Talmont
- 2007 : SOS 18, épisode L'amoureuse : client Thomas
- 2004 : Le Silence de la mer de Pierre Boutron : l'homme dans la file d'attente
- 2004 : L'homme qui venait d'ailleurs (téléfilm) de François Luciani : l'homme
- 2004 : L'Enfant de l'aube de Marc Angelo : le proviseur
- 2002 : L'Instit, épisode La Main dans la main : Félix

## Théâtre
- 2011 Dramuscules de Thomas Bernhard. Par la compagnie Thétral[3].

## Distinctions

### Nominations
- César 2025 : César du meilleur acteur dans un second rôle pour Miséricorde